# Yacht rock
El yacht rock —originalmente conocido como West Coast sound o adult-oriented rock (AOR)— es un amplio estilo musical y estético comúnmente asociado al rock clásico y soft, uno de los géneros más comercialmente exitoso de entre mediados de la década de 1970 y 1980.

## Definición
El acrónimo AOR tiene además otras muchas acepciones, y dentro del mundo de la música también se utiliza para designar el tipo de programación propia de las radios que emitían rock clásico a comienzo de los años 1970 (Album oriented rock). A este respecto, el crítico Matthew Hamilton indica que el sentido original -Album Oriented Rock- lleva a la gente a identificarlo con los discos de Pink Floyd y Led Zeppelin, mientras que la definición de finales de los setenta -Adult Oriented Rock- lleva inmediatamente a pensar en grupos con teclados potentes, guitarras melódicas y apasionadas y voces aceradas como Toto, Foreigner, Journey,  Boston o REO Speedwagon.
Se caracteriza por sus trabajados estribillos y melodías y su armonía vocal e instrumental, así como por ser una ramificación del rock duro pero con la comercialidad característica del pop. Es un rock apto para casi todos los públicos sin la aspereza del rock puro. 
Tuvo su inicio en el período que va desde 1976 a finales de la década, aproximadamente, cuando empezaron a tener éxito las emisoras FM principalmente en EE. UU. y que demandaban músicas con un sonido más depurado ante las nuevas posibilidades que ofrecía la frecuencia modulada y el sonido en estéreo. En aquella época bandas como Eagles, Survivor, Fleetwood Mac, Boston, Journey, Toto,  Foreigner, REO Speedwagon, 38 Special, Status Quo, Steely Dan e incluso los mismos Chicago, Blue Öyster Cult, Asia,  Simple Minds, Styx y Supertramp ofrecieron discos notables en el género.
A partir de 1980 aproximadamente, el AOR vivió su auge como estilo musical, y muchos grupos conocidos coquetearon con este género para luego desvincularse de él por motivos comerciales cuando así se lo dictaron sus compañías de discos.